# トレッシャー

（ダブル）トレッシャー
Argent a double tressure Gules.

トレッシャー（英: Tressure、仏: Trescheur、古仏: Tressour）は、紋章学における、シールド又はフィールドの外周から少し離れた場所をフィールドの形に沿って取り囲むチャージである。1つのトレッシャーの内側に更にもう1つトレッシャーを置く二重が通例であり、フローリー（後述）を施されていることがほとんどであるが、これらはトレッシャーを使う上で不可分というわけではない。
スコットランドの紋章学では国章にも用いられているため重要なチャージであり、オーディナリーのうちサブオーディナリーと考えられることが多いが、それ以外の国や地域ではオーディナリーには含めないことも多く、明確にその位置を定めるのは困難である。

## 解説
トレッシャーは通例二重にして用いられるが、左右一組で用いられるフローンチのように複数形で示すだけで数は自明とはされず、二重のトレッシャーは常に a double tressure と記述され、複数形にもしないという特徴がある。

### 定義
著者やその文献が書かれた時代によって大きく見解が異なるチャージであり、オールのディミニュティブと定義されていたり、オールをボーデュアのとディミニュティブととらえ、トレッシャーもまたボーデュアのディミニュティブだと定義されていたりする一方で、ディミニュティブとみなされることもあるとの説明にとどめられていることもあり、ディミニュティブとしての定義が必ずしも定説でないことがうかがえる。単にオールよりも細いチャージと定義してディミニュティブとしての定義が言及されていないこともある。より具体的に、オールよりも細く、外周に近いものと定義されていることもある。これは、オールはインエスカッシャンの中央部を除去したものであり、 inescutcheon voided 又は false inescutcheon と記述でき、インエスカッシャンを背景が見えなくなるほど大きく描くことは稀であることから、必然的にオールはフィールドの外周から離れるということを根拠としている。また、二重であることが必須とされることもあるが、二重であることが普通であるが必ずしも不可分ではないとされることもある。少なくとも現代の紋章学では、二重でないトレッシャーを描いた紋章も実在するため、二重を必須とする定義は正しくないか、廃れた定義と言える。

### フローリー

ダブル・トレッシャー・フローリー・カウンター・フローリー
Argent a double tressure flory-counter-flory Gules.

トレッシャーには主に上下左右とその中間の四隅の8方向、又は左下隅、右下隅を除く6方向に向けて小さな装飾を施すことがあり、各位置に外側と内側に向けたフラ・ダ・リを互い違いに配置する「フローリー・カウンター・フローリー (flory-counter-flory) 」がもっとも頻繁に用いられる。綴りには多少揺らぎがあり、tressure-flory counter-flory, flory counterflory などハイフンを入れる箇所が異なることもあるが、意味はすべて同じである。tressure flory とだけ記述した場合でもフローリー・カウンター・フローリーと考えられるのが一般的であるが、特に tressure flory inward と記述して内側に向いているフラ・ダ・リだけを描くこともできる。
フローリー・カウンター・フローリーでフラ・ダ・リを置く位置は既述のとおり8箇所又は6箇所がもっとも多いが、フローリー・カウンター・フローリーと認識できればさらに数が多くても構わない。中には、8箇所のフラ・ダ・リの間にさらにもう1つずつフラ・ダ・リを加え、16箇所としているものもある。この場合でも紋章記述は同じである。また、貴族・騎士のサーコートやその騎馬のバーディングの上に着せるコート、（主に王家の）女性の服飾などは面積が大きいため、適宜フラ・ダ・リの数が増やされて描かれることがある。
フローリーは二重になっているトレッシャーはもとより、二重でないトレッシャーにも施すことができる。かつてはトレッシャーの装飾と言えばフラ・ダ・リと考えられていたが、現代の紋章学ではそれには拘束されなくなっている。カナダ国籍を有する紋章保持者のうち、スコットランドと深い関わりのある者の紋章にはダブル・トレッシャーにカナダの国旗にもなっている国を代表する木であるサトウカエデの葉（メイプル・リーフ）がフラ・ダ・リの代わりに用いられているものがある。その紋章記述は次のとおり。
Purpure a lion rampant within a double tressure erablé-counter-erablé Or.
（ erablé がフランス語でモミジ、すなわちメイプル・リーフを意味する）
フローリーなどの装飾がないトレッシャーが稀であることから、それらの修飾を含めてトレッシャーだと誤解されがちであるが、修飾がなくてもトレッシャーを用いることは可能である。

## 適用例

スコットランドの国章
Or, a lion rampant within a double tressure flory-counter-flory, gules.

トレッシャーを用いた紋章でもっとも有名なものは、スコットランドの国章である。ダブル・トレッシャーにフローリー・カウンター・フローリーを施したギュールズのトレッシャーは、スコットランド王家のロイヤル・チャージとなっている。これは、スコットランド王家の女性の直系の家や、国や君主に対して類稀なる功績のあった人物だけが使うことを許される。また、婚姻によってスコットランドと同盟を結んだ家も使うことができた。